# Le Châtelet-en-Brie
Le Châtelet-en-Brie är en kommun i departementet Seine-et-Marne i regionen Île-de-France i norra Frankrike. Kommunen ligger i kantonen Le Châtelet-en-Brie som tillhör arrondissementet Melun. År 2022 hade Le Châtelet-en-Brie 4 231 invånare.

## Befolkningsutveckling
Antalet invånare i kommunen Le Châtelet-en-Brie
| Referens: INSEE |